# Ralph Davis
Ralph E. Davis Jr. (Vanceburg, Kentucky, 7 de septiembre de 1938-30 de mayo de 2021) fue un jugador de baloncesto estadounidense que disputó dos temporadas en la NBA. Con 1,93 metros de estatura, jugaba en la posición de base.

## Trayectoria deportiva

### Universidad
Jugó tres temporadas con los Bearcats de la Universidad de Cincinnati, en las que promedió 12,3 puntos y 2,4 rebotes por partido.

### Profesional
Fue elegido en la decimoséptima posición del Draft de la NBA de 1960 por Cincinnati Royals, donde jugó una temporada como suplente de Oscar Robertson, con quien había coincidido en los Bearcats, en la que promedió 5,4 puntos y 2,4 asistencias por partido.
Al año siguiente se produjo un Draft de Expansión por la llegada de los Chicago Packers a la liga, siendo elegido para formar parte de la plantilla. En su nuevo equipo dispuso de más minutos de juego, promediando 10,4 puntos y 3,2 asistencias por partido.
Antes del comienzo de la temporada 1962-63 fue traspasado, junto con los derechos sobre Bill Bridges a los St. Louis Hawks, a cambio de Al Ferrari y Shellie McMillon, pero no llegó a debutar con el equipo.

## Estadísticas de su carrera en la NBA

### Temporada regular
| Temporada | Edad | Equipo            | Liga | P   | TIT | MIN  | TC  | TCA  | %TC  | 3P | 3PA | %3P | TL  | TLA | %TL  | R.OF. | R.DEF. | REB | ASIS | ROB | TAP | PER | FP  | PTS  |
| 1960-61   | 22   | Cincinnati Royals | NBA  | 73  |     | 16.6 | 2.5 | 6.2  | .401 |    |     |     | 0.5 | 0.7 | .654 |       |        | 1.2 | 2.4  |     |     |     | 1.7 | 5.4  |
| 1961-62   | 23   | Chicago Packers   | NBA  | 77  |     | 25.9 | 4.7 | 11.4 | .413 |    |     |     | 0.9 | 1.3 | .689 |       |        | 2.1 | 3.2  |     |     |     | 2.4 | 10.4 |
| Total     |      |                   | NBA  | 150 |     | 21.3 | 3.6 | 8.9  | .409 |    |     |     | 0.7 | 1.0 | .677 |       |        | 1.7 | 2.8  |     |     |     | 2.1 | 8.0  |